# Cacatua de les Moluques
La cacatua de les Moluques o cacatua de cresta roja (Cacatua moluccensis) és una espècie d'ocell de la família dels cacatuids (Cacatuidae) que habita les zones boscoses de les Moluques meridionals.